# Liste der Naturdenkmale in Badenhard
Die Liste der Naturdenkmale in Badenhard nennt die im Gemeindegebiet von Badenhard ausgewiesenen Naturdenkmale (Stand 13. Mai 2024).

## Ehemalige Naturdenkmale
| Nr.         | Bezeichnung                   | Lage                                               | Beschreibung                                 | Bild                                    |
| ----------- | ----------------------------- | -------------------------------------------------- | -------------------------------------------- | --------------------------------------- |
| ND-7140-007 | Katzenbuche (Waldabteilung 7) | östlich Des Ortes; Abteilung In der Schönhell Lage | Fagus sylvatica; Rechtsverordnung aufgehoben | Direkt Bild zu diesem Denkmal hochladen |